# (29920) 1999 JB26
A (29920) 1999 JB26 a Naprendszer kisbolygóövében található aszteroida. A LINEAR projekt keretében fedezték fel 1999. május 10-én.